# ライフ (漫画)
『ライフ』は、すえのぶけいこによる日本の漫画作品。『別冊フレンド』（講談社）にて、2002年5月号から2009年3月号まで連載。2006年、第30回講談社漫画賞少女漫画部門を受賞。2016年4月時点で、累計発行部数は1000万部を突破している。
2007年、フジテレビ系列で『ライフ〜壮絶なイジメと闘う少女の物語〜』としてテレビドラマ化された（詳細は#テレビドラマを参照）。すえのぶの他作品『ライフ2 ギバーテイカー』の連載が開始された2016年には、新装版が刊行された。

## あらすじ
椎葉歩は中学3年生のとき、親友・篠塚夕子の志望校である西舘高校に共に通うことを約束していた。しかし高校受験では歩一人が合格してしまい、夕子に絶交を言い渡される。永遠と思っていた友情の崩壊に大きなショックを受けた歩はリストカットを覚え、内向的な性格になり、入学した西舘高校でも周囲と馴染めず、新しい人間関係を築くことを諦めていた。
そんな中、クラスメイトの安西愛海を中心とした数名に迎えられた歩は彼女たちと仲良くなり、再び前向きになっていく。あるとき、歩は愛海が自殺を図ろうとしているところを目撃、彼女を必死に引き止める。愛海が恋人の佐古克己に別れを告げられ、そのショックから自殺を図ったことを知った歩は彼女のために佐古の家へ向かったが、そこで彼の秘密を偶然見てしまったために佐古に監禁・暴行され、自分の秘密を明かせばリストカット癖や監禁の際に撮った写真をばらまくと脅迫されてしまう。さらに、愛海はその後起こったある出来事から歩が佐古を奪おうとしていると誤解し、歩は愛海を中心とする女子たちのグループから恐ろしいいじめを受けるようになる。
だが歩は目を覆いたくなるような残酷ないじめを受けながらも、クラスメイトの羽鳥未来と真の友情を築き、やがて自分に味方してくれた未来に支えられながら、いじめに立ち向かっていく勇気と強さを身につけていく。

## 登場人物

### 主要キャラクター
椎葉 歩（しいば あゆむ）
本作の主人公。西舘高校1年2組所属。愛称は「アユム」。
中学時代から勉強が苦手な劣等生。優等生であった親友の夕子に依存した結果、夕子は不合格で自分だけ志望校の西舘高校に合格したことで友情が崩壊し、そのことがトラウマとなりリストカットをした過去を持つ。
それゆえに性格も人間不信かつ内向的で、高校入学直後はクラス内でも目立たず、友達も居場所もない孤独な生活を送っていたが、愛海に声をかけられたことを機に徐々に明るさを取り戻し始めた。しかしその直後、佐古から別れ話を切り出されて自殺を図った愛海を助けようとして、偶然佐古の異常な性的嗜好を知ってしまう。それが原因で彼に脅迫され暴行を受けたうえ、愛海には佐古を略奪したと誤解されてしまう。
愛海だけでなく他のクラスメイト全員から冷たい目で見られ、一時は自殺を考えるほど追い詰められたものの、唯一の味方となった未来に支えられ、徐々に希望を見出すとともに精神的な強さも身につけていく。その後、愛海の差金による不良たちからの襲撃や愛海の父親からの要求で退学処分にされかけるといった暴虐に耐えていくうちに、未来とは真の親友関係になったほか、薗田をはじめとする一部のクラスメイトともいい関係になりつつあり、未来と親しくなる中でリストカット癖も克服する。未来と親しくなった際に、ヘアサロンに一緒に行き髪をショートカットにした。
のちに起きたカンニング偽装事件で、愛海のいじめに打ち勝つが、翌日の愛海への土下座要求騒動の際に「望んでいたのはこんなことじゃない」と呆然となり、彼女が学校から逃げるところを目撃し、未来の制止を振り払って愛海の本心を知るため彼女の後を追い駆け、佐古の家へ辿り着く。そこで強い憎悪の念にかられていた愛海に強引に家の中へ引きずり込まれ、包丁で切りつけられ重傷を負いながらも奮闘し、最後には愛海と和解する。その後は駆け着けた薗田の通報により病院に運ばれて治療を受け、入院中に母・文子とも和解する。
退院直後、未来が父の手術のためこの地を去ることを知る。後日姿を消した未来を捜していた際に病院から抜け出した愛海と再会し、彼女から自分を警察に告訴してほしいと言われ、悩んだ末に愛海を警察に告訴するが、これが西舘高校関係者が自らの過ちに気付くきっかけともなる。
駅で引っ越すため列車に乗り込む未来を笑顔と涙で送り出し、漠然とではあるが今までまったく考えていなかった進路を見い出したことを薗田に告げ、数日後に復学する。そこでクラスメイトたちから笑顔で迎えられ、自分はここで生きていくと力強く決心する。
安西 愛海（あんざい まなみ）
本作の準主人公。西舘高校1年2組所属。一人称および愛称は「マナ」。
いつも化粧をしており、セミロングの巻き髪と若干小柄な体格が特徴の、一見すると純粋無垢で可愛らしい容姿の持ち主。明るく社交的な性格でクラスの人気者に見えるが、その実態は思いこみが激しく、徐々に友人をも恐怖で支配するようになっていく。学校外で取り巻きを連れて飲酒・喫煙、薬物に興じている描写もあり、素行もいいとは言えない。
彼氏だった佐古には、最初から「性悪女」と本性を見透かされており、表面的な優しさしか向けられず、セックスはおろかキスすら拒まれていた。
歩に近づいたのも自分の引き立て役として利用するためであり、夕子やクラスメイトの三人組（後述）を「ダサい」と馬鹿にする、未来へのいじめに参加しなかった歩を殴るなど、当初から本性を露呈していた。
廣瀬の情報による「歩が佐古を奪おうとしている」という誤解から、自らが率いるグループの女子と共に歩をいじめ始める。一方、別れ話を切り出されて自殺未遂を図るほどべた惚れだった佐古への感情は、中盤時点ですっかり冷め切っており、以降はアリバイ作りのために彼をも駒として利用した。その後、中学時代の先輩である凶悪な不良・アキラや、絶大な権力を誇る県会議員の父・富美男などあらゆる人物を利用して歩を追い詰めたが、いずれも失敗に終わる。
アキラとは体の関係に至っており、アキラと関係を持つ以前にも佐古以外の男性と体の関係を持ったことを自供している。
目的のためなら手段を選ばない狡猾さを持つ一方で、廃墟の事件の顛末をニュースで知ったり、父・富美男が学校に警察を呼ぼうとしたりした際には一転して恐れる様子を見せている。
歩に対して「オモチャ」と人間扱いしない発言までする卑劣さを持つ反面、一見人気者でも彼女の本心を理解し、向き合ってくれる人間が一人もいないため、実際は愛海自身が孤独に弱く愛に飢えている。自分を溺愛する富美男ですら自分の意思に構うことはなく、勝手に物事を決めて進めるため、愛海の本性を知ることはなかった。
そのため他人から拒絶され愛されなくなると情緒不安定になり、それが数々の奇行や自暴自棄な行動として現れることもある。作中で、クラスメイト全員に本性が知られ、見向きもされなくなった際、「いじめてもいいから」自分を見てと訴えている描写がある。
そんな中、自分の本性と事件の真相を知った廣瀬がグループから離れようとしていることを知り、今度は彼女のことをいじめ始めるが、廣瀬が自殺を図ったためにクラスメイトにいじめの首謀者は愛海ではないかと疑われ始め、クラス内における歩との立場も徐々に逆転し始める。その後、廣瀬を脅迫して嘘の告白をさせたり、富美男を利用していじめの真相を突き止めた平岡を強引に異動させたりとさまざまな手段でいじめの真相を隠そうとしたが、担任の戸田を利用してカンニング偽装事件を起こした際、戸田が墓穴を掘ったことで今までの悪事がクラスに露見。ついにチカとエミにも見放され、完全に孤立してしまった。
翌日には、教師の不手際から自らの行いが学校中に知れ渡ってしまい、全校生徒に敵対され、戸田の退職が知らされたことを機に生徒から「戸田を退職させたのも愛海ではないか」と疑われ、ついに追い詰められて土下座を要求される。その際、現場にいた佐古が突発的に非常ボタンを押したため逃げるチャンスが生まれ、彼が「守ってくれた」と勘違いし、学校を抜け出して佐古宅に向かう。
その後、佐古宅でかつての彼や友人たちとの思い出に浸っていると、後を追ってきた歩に対して憎悪が再燃し、彼女を殺害しようと包丁で切りつけ大けがを負わせ、佐古の部屋で歩を追い詰めるが、その際に偶然緊縛写真の収められたアルバムを発見する。
その直後、帰宅してきた佐古を問い詰めた結果、遂に本性を露わにした彼に「お前の友達（歩以外）は、お前のことを裏切って喜んで写真に撮られていた。この中（アルバム）に、お前の友達なんているのか？」と嘲笑され、さらに「お前のことなんか、最初から好きじゃなかった」と突きつけられ、自分には最初から何もなかったことを悟り、絶望に駆られて佐古の背を包丁で切りつけ、彼にも重傷を負わせる。
自分には最初から何もなかった絶望に駆られた末に大粒の涙をこぼしながら、自身も割腹自殺を図るが歩に「生きて」と一喝されて止められ、本心を語り合い和解。その後、駆けつけた薗田の通報で歩とは別の病院に運ばれた。
入院して意識を回復し、見舞いに来た富美男に自分がいじめを行っていたことを打ち明けた。
その後は入院生活を続けていたが、病室でとあるニュースを目にしたことがきっかけで病院を抜け出し歩と再会。父が権力で罪を揉み消すことを予測し、「自分のことは自分で決めたい」と伝え、自身を警察に告訴するよう依頼し、罪を償うことを選ぶ。
最終回では、歩の告訴により少年院に送致され更生プログラムを受けている。農業実習などが行われる収容生活に思わず音を上げてしまうが、歩の言葉を思い出し、前向きに生きていく姿が見られた。
羽鳥 未来（はとり みき）
歩の同級生。西舘高校1年2組所属。歩からは「ミキ」と呼ばれている。
長身痩躯のモデル体型に腰まで届くロングヘアが魅力的な美人。目立つ存在だが、当初は誰とも馴染まずクラスでも孤立しており、愛海たちからいじめを受けていた。
年齢を偽って夜間にアルバイトをするなど、校則をあまり守っていない一方、成績はトップクラスを誇る努力家。アルバイトの目的も病気がちな父親の治療費を稼ぐためである。また、当初は喫煙している描写があった（歩と友人関係になってからは、一度も吸わなくなった）。食べることが好きでよく食べる。酒癖が悪い。容姿が大人びており、クールで冷たい印象を与えるが、中身は明るい年相応の少女。
幼いころに両親が離婚し、田舎に住む指物師の祖父の元で育った。夏休みに歩を田舎に連れていき、祖父たちに紹介する。祖父の下で働く好い仲の幼馴染がいる。将来の夢は母親と父親と3人でまた一緒に暮らすこと。
歩が愛海のいじめに耐えかねて学校を逃げ出した際、偶然にも彼女と会い味方になると言って励ます。その後はクラス内でただ一人歩の味方となり、のちに歩がいじめられるのを止めた薗田と共に歩を支える友人となった。のちに愛海の父・富美男が愛海の嘘に利用されて歩や自分を退学させようと学校に乗り込んで来た騒動の際、歩を責めるクラスメイトたちに対し「歩は嘘をつかない」と発言する。
また、平岡が左遷させられた際には、偶然自身がアルバイトをしている水商売の店にやってきた富美男が「平岡を飛ばして（異動して）やった」と話しているところを目撃し、歩と共に制裁を加えた。
その後の中間テストの際に愛海の脅迫による戸田の陰謀によってカンニング疑惑をかけられ退学の危機に遭うが、戸田が墓穴を掘ったことにより免れた。翌日、愛海が学校から逃げ出した際は彼女の後を追おうとする歩の身を懸念し、必死で引き止めるが失敗。その後、薗田と共に歩を捜し、歩と愛海の和解後に佐古宅に辿り着き、負傷した歩を発見。その後は入院中の歩に付き添っていたが、父親の主治医から父親の手術のために歩と離れなければならないことを知らされ、歩の退院日にそのことを告白した。その後はしばらくの間姿を見せなかったが、愛海が警察に告訴された数日後に薗田と共に未来の家を訪れた歩と再会し、3人で楽しい時間を過ごした。翌日1人で町を去ろうとしたが、後を追って来た歩と駅で会い、以前彼女に贈ったリストバンドを返され、歩と固い友情を誓い抱擁を交わすと、涙を流して別れを惜しみながら、列車に乗って引越先の町に向かった。
佐古 克己（さこ かつみ）
愛海の彼氏であったが、物語終盤に破局する。西舘高校1年4組所属。
表向きは品行方正で爽やかな学年首席の優等生。同級生や教師からも非常に評判がよく、さらに眉目秀麗で女子からの人気も高い（歩も最初のうちは好印象を抱いていた）。
普段こそ完璧な優等生を演じているが、実は裏で自分に好意を抱いてくれた女子を緊縛し、その苦しむ様子を写真に収めて性的快感を得るサディストである。その反面、自身も家では父親に虐待されており、アキラたちから一方的に暴行を浴びるなど、腕力に関しては非力な描写が多く、すぐに屈服する気弱で臆病者である。
親同士の意向により愛海と交際させられていたが、早い段階から彼女の本性を見抜いており、内心では激しく嫌悪していた。
物語序盤で愛海に別れを告げたが、のちに父にそのことに加えて愛海以外の女性（歩）に手を出していたことを知られて暴力を振るわれ、愛海に謝罪して再び付き合うことになる。その直前、愛海を振ったことを知った歩が家を訪れた際に緊縛写真を貼っていたアルバムを彼女に見られたため、本性を露にすると歩を緊縛し監禁、携帯電話のカメラで撮った緊縛写真を使って彼女を脅迫する。その後も家庭教師として歩の家に入りこみ、歩の母親にも取り入って「おまえの言うことを信じるやつはいない」と歩を脅し、愛海とは別に歩を精神的に追い詰めていった。
中盤、愛海の差し金でアキラたちからカツアゲおよび暴行を受け、さらに失禁したところを写真に取られて脅され、かつて自分が歩に行ったことと同じような境遇に陥ったが、アキラたちが逮捕されたことで難を逃れる。
事件後、徐々に愛海への疑いの眼差しが向けられるようになり、自分にまで悪影響が及ぶことを恐れ、歩の担任である戸田の信用を得るため、彼女と関係を持つようになる。しかし、そのことが愛海に知られてしまい、彼女との冷めきった関係に終止符が打たれた。
愛海の悪事が学校中に知れ渡った翌日の土下座騒ぎの際、突発的に非常ベルを押してしまい、愛海が学校から逃げ出すきっかけを作る。その後、帰宅際に自室で歩と愛海に遭遇し、緊縛写真を突きつけられたことで上記の本音を吐露し、絶望した愛海に包丁で背を切り付けられ重傷を負う。
歩と愛海の和解後、駆け着けた薗田の通報により歩とは別の病院に運ばれ、入院することとなる。入院中、病室で父親に緊縛写真のことや愛海を守らなかったことなどを責められ、自身の負傷をまるで心配する様子のない父親に対し、ついに怒りが爆発。自らの本心をぶちまけて反撃に出た。
その後もしばらく情緒不安定な日々を送っていたが、最終回でクラスメイトからの寄せ書きによる励ましで自らの行いを反省する兆しが見られた。
薗田 優樹（そのだ ゆうき）
歩の同級生。西舘高校1年2組所属。
黒縁眼鏡を着用している。中学時代、同級生のアキラにいじめられたことから不登校になり、1年留年した。他のクラスメイトより1歳年上である。
非常に怖がりだが、いざとなったら勇気を振り絞り、歩達に活路を与える。
のちに歩の味方となり、廃墟事件の際も歩と未来が監禁された廃墟に駆け着け、2人を危機から救い出した。
夏休みに歩を誘い、美術館でデートした。絵画が好きで将来の進路に学芸員になることを考えている。将来のことをまだ考えていないと言う歩に「きっと椎葉さんにしかできないことがある」と励ます。
愛海が学校を逃げ出した後は、未来と共に愛海の後を追った歩を捜していたが、佐古宅で負傷した歩と愛海、佐古を見つけ、救急車を呼んで3人を病院へ搬送。歩らの入院中も学校に通っており、エミの告白を歩に伝えた。また歩が愛海を警察に告訴した数日後、歩に未来と離れなければならないことを知らされ、歩とともに未来の家を訪れ3人で楽しい時間を過ごした。

### 歩の友人
薗田の友人（仮称）
薗田の友人であり、歩のクラスメイトである2人の男子。ドラマ版では石井知典と遠藤晃一の2人に相当する。
名前などは詳しく挙げられていないが、当初から愛海グループによるいじめに否定的であり、クラスでは歩の味方である。歩、未来、薗田と行動をともにすることが多く、廃墟事件の真相を知る数少ない人物である。カンニング偽装が行われた際には偽装を見破ったり、クラスメイトにテストの放棄を促したりと活躍したが、土下座要求騒動が起こった際はさすがに唖然としていた。
エイコ
歩のクラスメイトの女子。横でツインテールにした短めの髪型が特徴。ドラマ版では門倉雪乃に相当する。
いじめに否定的で、歩が愛海グループによるいじめを受けていたことに気付いていたが、自身もいじめられることを恐れ、歩を助けられなかったことに心を痛めていた。廣瀬の自殺未遂の際に他のクラスメイトたちと共に愛海によるいじめの実態を平岡に報告し、その際、戸田は信用できないとも話している。のちに未来のカンニング偽装が行われた際に教壇に詰め寄り「先生もイジメの加害者です!」と言って戸田を糾弾した事がクラス内の空気を一変させ、歩と未来を救うきっかけとなった。カンニング偽装の騒動後、いじめを報告した他のクラスメイトと共に歩と仲睦まじい関係になる。「エイコ」という名前は単行本16巻の登場人物紹介で明かされている。

### 愛海の取り巻き
最初は団結して歩を積極的にいじめていたが、廣瀬が廃墟事件の真相を知ってからは次第に崩壊していく。
深沢 エミ（ふかさわ エミ）
歩のクラスメイトの女子。長身で、黒髪のポニーテールと大きなクロスのピアスが特徴。眼鏡を着用している描写がある。
詳しくは#新グループ参照。
チカ
歩のクラスメイトの女子。エミと同じく長身で、ウェーブのかかったロングの金髪とたらこ唇が特徴。
詳しくは#新グループ参照。
廣瀬 和華（ひろせ のどか）
歩のクラスメイトの女子。通称「ヒロ」（ドラマ版では和華から倫子に変更された）。
明るい色のツインテールが特徴だが、後の事情により髪を切りショートヘアにした。佐古が愛海の別宅に歩が入っていくところを目撃したことから「歩が克己を奪おうとしている」と誤解してそれを愛海に知らせ、歩がいじめられる原因を作る。その後は愛海と共に歩を積極的にいじめていたが、廃墟事件後に愛海の本性と事件の真相を偶然知ってしまい、彼女に不信感を抱きグループを抜けようとした。しかし、そのために愛海から裏切り者と見なされて新たないじめのターゲットにされてしまう。
やがて愛海を恐れるあまり精神的に追い詰められていき、のちに学年主任がいじめ隠蔽のために夏休み返上で夏期講習を行うと宣言した際に「夏休みになっても愛海のいじめから逃れられない」ことを知ってパニックを起こし、投身自殺を図るが足を骨折しただけで一命を取り留める、見舞いに来た歩と未来に「いじめられて初めて歩の苦しみがわかった」と告白し、歩に今までいじめてきたことを謝罪した。しかし、愛海の脅迫により夏休み明けに「自分が歩いじめの主犯」という嘘の告白をさせられ、謹慎処分を受けることになってしまう。
その後は自責の念からしばらく引きこもっていたが、佐古宅で起きた騒動を受けたエミの発言から、夏休み明けの告白が嘘だったことが教師らに知らされ、謹慎を解かれる。最終回で復学した際、いじめに立ち向かうことができなかったことをずっと後悔していたと告白し、その直後に学校に戻ってきた歩と、後悔と謝罪の涙を流しながら再会した。
岩本 咲（いわもと さき）
歩のクラスメイトの女子。通称「イワちゃん」（ドラマ版では信川美紗に相当する）。ボブカットが特徴。
廣瀬と同様、当初は愛海と共に積極的に歩をいじめていたが、愛海が仲間であった廣瀬をいじめ始めたことから愛海に恐怖心を抱く。のちに廣瀬の自殺未遂を知った際に彼女が自殺を図ったことに責任を感じると同時に、廣瀬を追い詰めたにもかかわらず平然と通学する愛海の姿を見て愛海についていけなくなる。さらに自身もいじめに加担したことで人生が崩壊することを恐れ、これ以上愛海と関わりたくないとチカとエミに打ち明けた。その後、夏休みの愛海グループでの旅行を拒否したが、その際エミとの通話で「今あいつの顔だけは見たくない」「マナと旅行なんて死んでも嫌」と発言したところを愛海に聞かれてしまい、最後はいじめられることを恐れてか、新学期前に逃げるように九州の学校へと転校した。転校したことはエミには知らせていたようだが、チカはエミから聞くまでそのことを知らなかった。その後は愛海たちの回想シーンでしか登場しなかったため、転校後どうなったかは不明。

### 新グループ
カンニング偽装で愛海から離れたチカとエミのグループ。ドラマに登場する新グループとは異なり愛海をいじめているわけではないが、徹底的に無視している。しかし、このグループも歩に演技で謝るか謝らないかで内戦を起こし、崩壊した。その後、愛海が佐古宅で自殺を図った事件を知り、自責の念に駆られた。
深沢 エミ（ふかさわ エミ）
歩のクラスメイトの女子。通称「エミ」（ドラマ版では岩本みどりに相当する）。
最初は愛海とともに歩をいじめていた。愛海が廣瀬をいじめ始めたことがきっかけで、愛海に恐怖心を抱くようになるが、それでも彼女についていき続けた。
戸田のカンニング偽装の一件でチカが愛海から離れたあと、今後どうするか迷っている最中に愛海とチカたち新グループ双方から誘われ、迷いながらも孤立を避けるため新グループを選び、とうとう愛海から離れた。チカが歩に演技で謝ろうとした際、「自分のやったことなのに、今さら謝ることはできない、先に廣瀬に謝るべき」と主張し謝らなかった。また、本心では愛海を慕っていたらしく、学校中の生徒が愛海に土下座を要求した騒ぎの際は複雑な様子を見せていた。
土下座騒動の翌日に愛海が自殺を図ったことを知り、「自分達がいじめを止めなかったせいでこうなったのではないか」と自責の念に駆られ、職員室を訪れて愛海や自らのグループがいじめを行っていたことや愛海を無視したことを告白。富美男や教員に号泣しながら謝罪し、自らに厳しい処分を求めた。最終回で教師の発言からその後、何かしらの処分を受けたと思われる。
チカ
歩のクラスメイトの女子（ドラマ版では宇田里絵に相当する）。
廣瀬や咲と同様、愛海と共に歩をいじめていたが、愛海が仲間であるはずの廣瀬をいじめ始めたことから愛海に恐怖心を抱くようになる。廣瀬の自殺未遂や咲の転校などの事件を経て、「廣瀬の次は自分達の誰かがいじめられる」と愛海を警戒し始める。夏休みの愛海グループでの旅行から帰った際、エミとの会話で学校生活における保身目的で愛海と友達になったことを話している。
のちに戸田のカンニング偽装の一件で愛海から離反、女子生徒3人組やエミと共に新しいグループを結成し、一転して愛海を嘲笑するようになる。翌日、学校からの処分を恐れて歩いじめに参加していた女子生徒3人組と共に演技で歩に謝ろうとするが、本心からの謝罪ではないことを見抜かれて失敗した。学校中の生徒が愛海に土下座を要求した騒ぎの際には多くの生徒と共に愛海を嘲笑したが、翌日愛海の自殺未遂の一件を知り自責の念に駆られた。最終回で教師の発言からその後、何かしらの処分を受けたと思われる。
愛海グループの中では唯一最後まで苗字が不明だったが、2020年に作者のTwitterで「佐原千夏」と明かされた。
女子生徒3人組（仮称）
歩のクラスメイトの女子たち。メガネ（ドラマ版では佐藤礼奈に相当する）、おかっぱ、ボブカットの3人組。
物語序盤で歩と仲良くなるが、暗いという理由で愛海から敬遠され、当時愛海との仲を保とうとした歩にも意図的ではないながら冷たくされる。そのため歩へのいじめが始まったあと、彼女に地味な嫌がらせをしていた。
カンニング偽装が起きたあと、愛海グループを離れたチカ、エミと行動を共にし、愛海を無視するだけでなく彼女を嘲笑うようになる。のちにチカと共に歩に演技で謝ろうとするが失敗。チカ同様、愛海の自殺未遂を知って自責の念に駆られた。

### 西舘高校の関係者
戸田 和佳絵（とだ わかえ）
西舘高校1年2組の担任。長身にショートヘアが特徴。年齢は推定30歳前後。
新人教師時代は真っ当な性格であったが、生徒のいじめを解決しようと介入するも失敗し、それ以降は態度を一変して事なかれ主義を貫く典型的なOL教師。のちに教職に就いたのも親の勧めからで、本意ではなかったことを独白で明かしている。
歩へのいじめに対しても、彼女から相談された際も嘘だと決めつけ取り合おうとしなかった。一方、同じく教え子である佐古と肉体関係を持つようになり、のちにそのことを知った愛海に脅され彼女の手駒として動くことになってしまう。
その後、愛海に取り入るため自分に反抗する歩と未来を学校から追放すべく、未来にカンニングの濡れ衣を着せることを計画。自らカンニング用紙を偽装し、テストの際に計画を実行。未来を教室から退場させ、さらに自分に反抗してきた歩も退場させようとしたが、その際に歩が「未来も平岡のように消すつもりか」と発言し、生徒の1人が「羽鳥がカンニングなんかするか?」と発言したことから、歩へのいじめから始まった一連の事件が愛海の仕業であることと、未来のカンニングが偽装されたものだったことが、クラス中に知れ渡ることとなり、クラスの生徒はカンニング偽装も愛海が仕組んだことではないかと疑い始めてしまう。これを見て何とか事態を収拾しようと「平岡は自分から異動を希望していた」と嘘をついたが、エイコが平岡がいじめの真相を追っていたことを話したため結果的に墓穴を掘ってしまう。そして愛海がクラス内で完全に孤立し、全生徒がテストを放棄するという事態を招き、自身もエイコに糾弾された。
その後、このことに激怒した愛海から眼球をえぐられかけたが、途中で止めたため辛うじて失明は免れた。これが元で今までの行動を恥じて改心し、職員室に呼び出された未来の許に駆け着けてカンニングを偽装したことを告白し、未来に連れられて来た歩にも謝罪。さらに教員たちの前で佐古のことも含めて真実を話した。翌日、学年主任の要求もあって依願退職するが、これが愛海への土下座要求騒動のきっかけとなる。
最終回では心身共に回復し、塾講師になるべく面接に臨む様子が描かれた。
平岡 正子（ひらおか まさこ）
西舘高校1年2組の副担任。ややがっちりした小柄な体格にお嬢様結びが特徴。年齢は推定20代後半。学生時代はハンドボール部に所属していた体育会系。教職として理想と熱意を抱いている。
西舘高校の腐敗した教師陣の中で唯一モラルを持ち、歩のよき味方であった。廣瀬の自殺未遂の際、エイコらから愛海が歩や廣瀬をいじめていたことを知らされたのをきっかけに、いじめ問題に心から真剣に取り組み、やがて愛海がいじめの主犯格であることを突き止めたが、県会議員である愛海の父・富美男の権力によって強引に県立男子校に異動させられてしまった。自身の左遷のために裏で愛海が権力者の父親に働きかけたことを推察。最後に現れて挑発してきた愛海を平手で張り倒し、彼女の言行から末路を予見し「恥を知りなさい、あなたは最後独りになる」と咎めた。一人公園で打ちひしがれているところで帰宅中の歩と会い、自身の詰めの甘さを詫びて西舘を去った。
最終回では異動させられた先の学校でも指導力と人徳から生徒たちに慕われている様子が描かれている。戸田とは違い、挫折したあとも諦めずに熱意を抱き続けている模様。
岩城（いわしろ）・田崎（たざき）
角刈りでジャージを着ているのが岩城、眼鏡を掛けスーツを着ているのが田崎。ともに典型的な事なかれ主義者。
富美男に「愛海が歩と未来にいじめられている」と聞かされた際には、事を荒立てないために歩と未来を強引に謝罪させ、いじめ隠蔽の為夏休みを返上して長期夏期講習を行うと宣言、いじめ隠蔽を生徒にも強要した。ただし、歩の抵抗とその後起こった廣瀬の自殺未遂の影響で夏期講習は取りやめた。さらには「夜遊びしていないか生徒を見回る」と言いつつ、見回りを戸田一人に押しつけ居酒屋で飲み歩く、カンニング偽装事件では戸田が告白するまで一方的に未来に責任を押し付けるなど、性格は腐敗しており生徒からの信頼もなく、愛海への土下座要求騒動の際にも暴徒化した生徒を止められなかった。
その後、佐古宅で起きた騒動を電話で知らされたことでようやく自分達の過ちに気付き、これまでのことをすべて公にしようと決意。のちに富美男が職員室に乗り込んできた際、田崎は富美男にこれまでの騒動の真相を告げ、直後学年主任に責められながらも「自分たちは間違っていたのではないか」と自分の考えを述べた。その後は他の教師と共に今後どうするかを話し合い、学年主任に廣瀬の謹慎処分を解くよう提案するが、その直後歩からの電話で愛海を警察に告訴したことを知り、完全に改心。歩の復学当日、生徒に謝罪する。

### 西舘高校生の親族
椎葉 文子（しいば ふみこ）
歩の母親。夫（歩と茜の父親）は単身赴任をしている。
世間体を気にする典型的な教育ママであり毒親。ヒステリックな性格で、成績不良の歩に頭に来て彼女に八つ当たりなどで精神的に追い詰めるなど、険悪な仲だった。歩がいじめを避けるため、「学校に行きたくない」と言った際も暴力を加えてでも強引に登校させたり、本人のいないところで歩を「アイツ」「クズ」「出来損ない」と呼び、歩が佐古の奇行を訴えても信用せずに歩をおかしいとなじったりしていた。歩が拉致された事件にも「自分には関係ない」と無関心、ついには「アンタみたいな娘なんか産まなきゃ良かった」などと罵倒する。体が弱い茜（歩の妹）には「絶対に期待してるからね」と笑顔で言うなど溺愛する一方、出来が悪い歩には差別的で、ほぼ虐待に近い扱いをしていた。のちに廣瀬の自殺未遂を学校からの連絡で知ったあと、歩がいじめに遭っていたことを歩本人の口から聞かされ、さらにその際「自分が傷ついて帰ってきても何も言わなかった」と言われ歩に非暴力的な虐待をしてきたことを指摘されてショックを受けてしまう。
真実を知ったあとも罪悪感から敬遠となり、歩との関係は崩壊したままだったが、やがて少しずつ修復の兆しを見せ始め、佐古宅での騒動を知って病院に運ばれた歩の許に駆けつけた際に初めて歩がリストカットをしていたことを知り、今まで差別していたことを詫びて和解。その後は退院した歩を気遣う描写も多々ある。歩が愛海を警察に告訴する前日に初めて歩が受けたいじめの全容を知り、その翌日一人で警察に赴いた歩に「歩は私が守る」と告げる。
人物紹介では一貫して「歩の母」と表記されているが、社宅の集合ポストで名前が確認されている。
椎葉 茜（しいば あかね）
歩の妹。小学生（ドラマ版では弟の椎葉誠に変更）。顔立は歩に似ている。
虚弱体質だが姉と違って勉強ができるため、母から溺愛されている。彼女が通っている学校でもいじめがあるようだが、本人は「ムカつく人はいじめられて当然。いじめられるキモい人が悪い」などといじめに肯定的な考えを持つ。その一方、姉思いなため歩とは良好な関係を築けている様子で、彼女がいじめられていることを告げた際には驚愕した表情を見せた。
安西 富美男（あんざい とみお）
愛海の父親で、県会議員兼会社社長（ドラマ版では富美男から大治郎に変更）。鼻下に髭を貯えた威厳のある恰幅のいい中高年男性で、容姿は娘と似ていない。
一人娘の愛海を溺愛するモンスターペアレントだが、将来の市長候補とも言われる有力者であるため、舞台となっている地域では非常に強い権力を持ち、学校側から畏怖されている。愛海から「歩にいじめられている」と嘘を聞かされて一方的に娘の主張を信じ込み、歩と未来を退学させようと学校へ乗り込んだが歩の反抗にあって失敗。その後は愛海の陰謀に利用されていることも知らず、平岡を強引に左遷するように仕向けたが、数日後に未来がアルバイトをしているキャバクラで平岡を左遷させたことを喋ってしまい、歩と未来から手痛い制裁を受けた。根は俗っぽく、制裁目的で席に着いた未来の誘惑にあっさり乗った。
佐古宅での事件の後に職員室へ乗り込むが、そこでエミや田崎にこれまでの騒動の真相を知らされて生徒らを止められない教員らの無力さに逆上し、「愛海を転校させる」と宣言。独断で愛海の罪を揉み消し、娘に反省や償いの機会を与えようとしなかった。
入院中の愛海を見舞いに病院を訪れた際に本人から真実を告げられ、歪んだ娘の本性を目の当たりにして呆然としながら病室を後にしたが、その後も事件を公にせず、愛海を転校させる方針も変えなかった。退院した愛海を迎えに行った日に、警察からの電話で、愛海自身の依頼で歩が彼女を告訴したことを知らされる。
最終回では改心し、娘が少年院に送致されたことで市長選への出馬を取りやめ、もっと家族や娘のことを理解しようと努める様子が描かれている。
愛海の母親（仮称）
わずかなシーンしか登場していないが、愛海を「マナちゃん」と呼び、娘に対して過保護な模様。容姿は愛海に似ており、夫より大分若い。
佐古の父親（仮称）
安西グループ傘下にある子会社の社長。顔は息子に似ている（ドラマ版では佐古敏克と名前が判明）。
横暴な性格で、少しでも自分の意に沿わないことがあると佐古に体罰を加え、彼の人格形成に大きな影響を与えた。また、佐古に愛海と付き合うよう強制させていた張本人。
終盤、自宅で起こった愛海の傷害事件で息子が隠し持っていた緊縛写真の存在を知り、写真が警察の手に渡る前にすべて処分した。そして重傷を負って入院することになった佐古の病室に押し入り、「お前が愛海を守らなかったせいで会社が存続の危機に陥った」と責め立てたうえ、まだ緊縛写真を隠し持っているのではないかと徹底的に問い詰め、まるで心配する様子を見せなかったことで、ついに反旗を翻されてしまった。その際、近くにいた看護師に助けを求めながら逃げ惑うという、今までとは打って変わって臆病な態度を見せた。
最終話における富美男の発言から、会社自体はどうにか存続している模様。
佐古の母親（仮称）
気弱な性格で、夫の息子に対する家庭内暴力に悩んでいる。暴力的な夫に怯えて息子を守り切れない。
廣瀬の母親（仮称）
娘の和華が愛海から脅迫されていることに気づかずにいたが、のちに和華が学校で自殺未遂を起こした際に病院内で面会に赴いた戸田に対し、門前払いにするうえで娘に何があったのかを涙ながらに激しく問い詰め、看護師に諌められた。

### その他
篠塚 夕子（しのづか ゆうこ）
歩の中学時代の友人。歩からは「しーちゃん」と呼ばれていた。高校受験で西舘高校への進学を約束し、勉強が不得意な歩に勉強を教えていた。その後自分の成績が下がり、歩の成績が自分の成績を上回ったことを知ったのがきっかけで徐々に歩との間に距離が生じ、ついには歩だけが西舘高校に合格したことが原因で絶交してしまう。
歩のリストカット癖のきっかけを作った張本人であるが、それ以後は作中で描かれないため不明。
狩野 アキラ（かりの アキラ）
愛海の中学時代の先輩で、朝隈（あさくま）高校の不良グループのリーダー的存在。
かつて薗田をいじめて不登校にさせた過去を持ち、愛海グループに薬などの悪い遊びを教えた極悪人。一方、立場的に危うくなると途端に弱腰になるなど、小心な一面を持つ。ほか、意中の相手である愛海の言いなりになって何でも悪事を働くなど、隷属体質でもある。
愛海とは体の関係まで至っており、彼女の命令で佐古を暴行および脅迫、さらに歩と未来を廃墟に監禁し暴行しようとしたが、その場に介入してきた薗田と揉み合いとなり、窓から外へと転落して瀕死の重傷を負う。その際、廃墟に火を放ったため、翌日に事件のことがニュースなどで報道され、町中に知れ渡ることとなる。
事件後、病院を抜け出して愛海と再会するが、彼女からはすでに用済みと判断されており、別れた直後に警察へ通報される。愛海からの通報を受けて駆けつけた警官に取り押さえられ、逮捕された挙句に「役立たず」と無情に切り捨てられてしまった。
アキラ自身は愛海のことを本気で好きだったが、彼女の方は「手駒」として利用していただけであった。

## 書誌情報
- すえのぶけいこ 『ライフ』 講談社〈講談社コミックス別冊フレンド〉、全20巻
  1. 2002年8月9日発売[1]、ISBN 4-06-341296-2
  2. 2002年12月11日発売[6]、ISBN 4-06-341315-2
  3. 2003年4月9日発売[7]、ISBN 4-06-341332-2
  4. 2003年7月9日発売[8]、ISBN 4-06-341343-8
  5. 2003年12月12日発売[9]、ISBN 4-06-341363-2
  6. 2004年4月13日発売[10]、ISBN 4-06-341381-0
  7. 2004年8月11日発売[11]、ISBN 4-06-341394-2
  8. 2004年12月13日発売[12]、ISBN 4-06-341410-8
  9. 2005年4月13日発売[13]、ISBN 4-06-341422-1
  10. 2005年7月13日発売[14]、ISBN 4-06-341433-7
  11. 2005年12月13日発売[15]、ISBN 4-06-341457-4
  12. 2006年4月13日発売[16]、ISBN 4-06-341466-3
  13. 2006年9月13日発売[17]、ISBN 4-06-341487-6
  14. 2007年1月10日発売[18]、ISBN 978-4-06-341505-6
  15. 2007年5月11日発売[19]、ISBN 978-4-06-341523-0
  16. 2007年9月13日発売[20]、ISBN 978-4-06-341542-1
  17. 2008年2月13日発売[21]、ISBN 978-4-06-341564-3
  18. 2008年6月13日発売[22]、ISBN 978-4-06-341579-7
  19. 2008年12月12日発売[23]、ISBN 978-4-06-341601-5
  20. 2009年4月13日発売[2]、ISBN 978-4-06-341617-6
- すえのぶけいこ 『ライフ』 講談社〈アフタヌーンKC〉、全13巻
  1. 2016年6月23日発売[24]、ISBN 978-4-06-388148-6
  2. 2016年6月23日発売[25]、ISBN 978-4-06-388149-3
  3. 2016年7月22日発売[26]、ISBN 978-4-06-388160-8
  4. 2016年7月22日発売[27]、ISBN 978-4-06-388161-5
  5. 2016年8月23日発売[28]、ISBN 978-4-06-388175-2
  6. 2016年8月23日発売[29]、ISBN 978-4-06-388176-9
  7. 2016年9月23日発売[30]、ISBN 978-4-06-388187-5
  8. 2016年9月23日発売[31]、ISBN 978-4-06-388188-2
  9. 2016年10月21日発売[32]、ISBN 978-4-06-388195-0
  10. 2016年10月21日発売[33]、ISBN 978-4-06-388196-7
  11. 2016年11月22日発売[34]、ISBN 978-4-06-388217-9
  12. 2016年11月22日発売[35]、ISBN 978-4-06-388218-6
  13. 2016年11月22日発売[36]、ISBN 978-4-06-388219-3

## テレビドラマ
テレビドラマ『ライフ〜壮絶なイジメと闘う少女の物語〜』は、2007年6月30日から9月15日まで、フジテレビ系列（テレビ大分、テレビ宮崎を除く）で、毎週土曜日 23:10 - 23:55（JST、通称『土曜ドラマ』枠、『土曜プレミアム』の拡大・延長等で遅延の場合もあり）に放送されたドラマ。北乃きいの民放連続ドラマ初主演作で、ハイビジョン制作。7月28日は『FNS27時間テレビ』の放送に伴い休止となった。

### 概要（ドラマ）
クラスメイトから壮絶ないじめを受けながらも、真の友人と出会いそのいじめに立ち向かっていく女子高校生・椎葉歩と、いじめグループの中心にある中で周囲との人間関係を徐々に壊していく女子高校生・安西愛海の姿を軸に、いじめという行動の本質と問題点を描きつつそれらの行動の裏に潜む人間模様も描く。また、2分程度の西舘高校の学園生活を中心としたミニドラマ『スクールライフ』（薗田を主役とし、石井や遠藤、みどり、里絵などのサブキャラが中心のスピンオフドラマ）が携帯公式サイトで公開されている。これはドラマ放送終了直後に公開されており、1話につき105円でダウンロードすることができる。
原作では序盤はいじめの描写はなく、リストカットを繰り返す歩を中心に描かれていたが、ドラマではリストカットの設定をなくした代わりに第1話冒頭でいじめと立ち向かう覚悟を見せる歩のモノローグ（第4話終盤のハイライトでもある）から始まり、歩へのいじめが始まる前に他のクラスメートへのいじめがあるなど、序盤よりいじめに焦点を当てた作品となっている。また演出陣が求めるスピード感や臨場感を出すため、撮影にはほとんどステディカムが使用されている。
最高視聴率が17.4%を記録するヒット作となったもののいじめをテーマにした作品であり、さらに劇中の随所に過激な暴力シーンが描かれたことから、放送したフジテレビには放送開始直後から30代以上の親世代を中心に2000件を超える抗議や批判が送られたほか、放送倫理・番組向上機構（BPO）の「放送と青少年に関する委員会」にも約55件の批判や抗議が寄せられた。内容については、「いじめを助長する」「子供が見るのは不適切」といったものが多かった。その一方で、主要登場人物と年齢が近い若い世代を中心に「主人公に勇気をもらった」「（番組を見ていて）自分のまちがいに気付き、反省した」など意見も多数寄せられた。「親が子どもに見せたくない番組」の第8位（2007年度『子供とメディアに関する意識調査』日本PTA全国協議会主催）にランクインされた。青森テレビ『ドラマストリート』などFNS系列外局での遅れネットや、FNS系列局での再放送は行われていない。なお、CSフジテレビTWOにおいて放送を行うことがある。
福田沙紀や細田善彦の出世作。

### ストーリー
椎葉歩は親友の篠塚夕子と離れたくない思いという理由だけで夕子が志望した学力の秀才が集まる名門・西舘高校を受験。しかし、自身のみが合格したことで夕子との友情が崩壊。夕子を自殺未遂を図らせるまでに追い詰めたことが心の傷となり、内向的な性格になってしまう。そんな歩に声をかけてくれたのが資産家の令嬢である安西愛海だった。歩は愛海と出会い元気を取り戻し、永遠の友情を約束する一方、「不良」と噂される羽鳥未来に憧れる。そんな中、愛海は彼氏の佐古克己に別れを宣告されたショックから踏切に飛び込み自殺を図ろうとする。愛海を間一髪で引き止めた歩は親友のために佐古の家に向かうが、そこで佐古の異常な性癖を知り、以後頭を悩ますこととなる。
だが、その行為から歩は愛海からのいじめを受けることになってしまう。かつて愛海にいじめの標的とされた廣瀬倫子が自分を無視した歩を逆恨みし、佐古の家に入る歩を携帯電話で撮影。愛海グループにその映像を見せ、愛海に「歩が佐古を盗ろうとしている」と誤解させたからである。また廣瀬の嘘をクラスメイトは堅く信じて疑わず、誰一人歩に味方する者はいなかった。エスカレートする苛烈ないじめに耐えかねた歩は学校を逃げ出し駅で飛び込み自殺を図るが、偶然逃げ出すところを目撃した未来に止められ、彼女から味方することを約束される。唯一の味方であり、強い支えとなった未来を得て、歩はいじめに立ち向かうことを決意する。
佐古の介入もあってその後もいじめがエスカレートしていく中、かつていじめられていた経験を持つクラスメイトの薗田優樹も歩の味方となる。また、多くのクラスメイトは薗田が歩を引き止めたことを境に、愛海グループのいじめのやり方に徐々に違和感と不信感を抱くようになる。
一方、なかなか歩が怯まないことにしびれを切らした愛海は、知り合いで不良のアキラに依頼して歩と未来を始末するように頼んだが、薗田の妨害によって失敗。この事件は表向きはアキラが主犯である放火事件として報道されるが、廣瀬はこの事件の真相を知る。それに気付いた愛海は廣瀬に口外しないようにと脅すが、他の愛海グループのメンバーに事件の真相を漏らしてしまう。その後、愛海のいじめが再び自分に降りかかることを恐れた廣瀬が学校の屋上から飛び降り自殺を図り、事態は急転する。
クラスメイトは一連の事件の真犯人が愛海だと勘付き、徐々に愛海から離れていく。愛海はそれにも怯まず、廣瀬をいじめの主犯に偽装したり、真実を知った副担任の平岡正子を県議である父・大治郎の力を使い解雇させたりと、さまざまな手を使い真実を隠そうとするが、それらの行動はクラスメイトの愛海に対する激しい憎悪を駆り立てていくことになる。
そんな中、愛海は父・大治郎の力を使って佐古の父・敏克の会社を倒産させ、担任の戸田和佳絵が自分と別れた佐古と付き合っていたことを知る。それをネタに彼女を脅し、中間テストで歩にカンニングの濡れ衣を着せるように依頼するが、男子生徒の石井知典と遠藤晃一に見破られて失敗。さらにクラスメイトたちからこれまでの事件の黒幕だと糾弾され、いたたまれず教室から脱走する愛海だったが、クラス全員から中庭に追い詰められる。石井に土下座して謝るよう要求されたことに端を発し、騒動が収まったその日からは愛海へのいじめがクラスで始まった。
いじめられても態度を変えなかった愛海だったが、やがて唯一自分に味方し続けていたクラスメイト・岩本みどりが愛海に利用されたことに気づき離反。また佐古がこれまでの復讐のために愛海を襲う事件を起こし、最後には歩からの一言によって、これまでの自分の一連の行動の過ちに気づき、泣きながら反省することとなる。

### キャスト
基本的な人物設定は原作と同じだが、一部相違が見受けられる。

#### 主要人物
椎葉 歩（しいば あゆむ）
演 - 北乃きい
本作の主人公。愛称は「アユム」。
天然で空気が読めず、正しいと思ったことを口にしてしまう面と依存心の強さは見られるが、優しくて思いやりのある性格。中学時代、自分のみが西舘高校に合格したことで、親友の夕子が自殺未遂を起こしたことがトラウマになっていたが、愛海と親しくなる。しかし、愛海からの誤解などを理由にいじめのターゲットになってしまう。それに立ち向かい、未来や薗田と真の友情を築き上げる中で成長していく。
のちに愛海が新たないじめのターゲットにされた際、みどりからこれまでの仕返しをするよう強要されるが、「人を傷つけるのが強いっていうなら、自分は強くなんてなりたくない」と断固として拒絶。自分を裏切り者扱いする愛海に対し、入学後に愛海が声をかけてくれてとても嬉しかったこと、愛海が友達になってくれて救われたこと、自分を信じなかった愛海に失望したと告げ、「愛海には本当の友達はいるの？」と言い残し、彼女が改心の兆しを見せるきっかけを作った。
最終回のラストでは、愛海がかつての自分と同じようにみどりたちに自身の机と椅子を落とされるいじめを受けていた際にその机を拾いあげ、「愛海を許せたわけではないが、いじめはもっと許せない」と宣言し、未来や薗田とともに愛海に手を差し伸べた。
安西 愛海（あんざい まなみ）
演 - 福田沙紀
本作のもう1人の主人公。愛称及び一人称は「マナ」。
父が県会議員兼会社社長で裕福なため、並外れたお嬢様育ち。華やいだ風貌で中学生のころから評判の美人に加え、表向きは明るく社交的な印象だが、実は自分本位な性格で、自分の思い通りにならないと感情的になり、冷酷な嫌がらせを展開する。神出鬼没でどこからともなく現れることがある。母からは無関心な態度で振る舞われ、父からは溺愛されているが、仕事が多忙でうまく伝わっていない。そのために心の中では孤独感、寂しさを感じており、誰かに構ってほしいという切なる願望から自分が気に入らないと感じた人間をいじめのターゲットとしていた。親友だった歩に対して佐古を盗ったと誤解したことから、彼女へのいじめを行ったり、さまざまな卑劣な手段を用いて歩を追い詰めようとする。
物語後半では、佐古の襲撃事件と歩・未来の拉致監禁事件に加え、真相を知った廣瀬の自殺未遂により、クラス中から疑惑の目を向けられ徐々に孤立。最終的に担任の戸田を脅して利用した歩のカンニング偽装事件ですべての事件の黒幕だったことがクラス中に知れ渡り、事件後の当日から新たないじめのターゲットとなる。佐古の逮捕後に元の取り巻きたちから暴力を振るわれていた際、やって来た歩の言葉やかつて歩たちと撮ったプリクラ帳を見て、涙ながらに改心の兆しを見せた。またさまざまな事件を起こしていたことが学校に発覚し、退学処分を検討されることになった。
その後も普通に登校したが、これまでとは異なり不安と恐怖心を抱きながら登校し、みどりたちにかつて歩の机と椅子を落としたことと同じいじめを受けるが、落とされた机や椅子などを拾いあげる歩や未来や薗田から手を差し伸べられ、いじめに立ち向かう勇気を得る。
羽鳥 未来（はとり みき）
演 - 関めぐみ
歩のクラスメイト。
他人の目を気にせず、一人で自分のしたいことを黙々とこなしている、ストレートのロングヘアを靡かせて颯爽と歩く女子生徒。原作と同じく高身長。いじめを受けた歩に手を差し伸べ、最後まで味方になる。
小さいころに両親が離婚しており、父の病気など経済的理由から喫茶店や水商売など複数のアルバイトをかけもちして生計を立てているため、欠席・早退が多く、クラスからは孤立している。学校の成績も常に学年1位、2位を争う努力家だが、「成績上位なら欠席が多くても認められる」とは限らないと実感する。担任の戸田に対してはあまりよく思っておらず、反発したことも多くあった。
駅のホームから飛び込み自殺をしようとした歩を叱り飛ばしたことをきっかけに歩と接近。のちに薗田と共にいじめに立ち向かう仲間となる。面倒見がいい性格だが、歩に対して直球で厳しい言葉をかけ、自立を促すこともある。
最終回のラストで歩と薗田と登校したときに「みんなと一緒に卒業したい」という理由でバイトを辞めたことを告げる。また机と椅子を落とされるいじめを受けていた愛海に対し、落とされた椅子を拾いあげて歩・薗田と共に手を差し伸べた。
佐古 克己（さこ かつみ）
演 - 細田よしひこ（現・細田善彦）
愛海の恋人だったが、のちに破局する。主要メンバーの中で唯一クラスが違う。
試験で1位の成績を取り、表向きはクラスの担任である田崎を含めた教師たちにも一目置かれるほどの完璧な優等生を演じているが、父に性格づけされていた家庭環境育ち、好きでもない愛海と無理やり付き合わされたことから、少女監禁・緊縛趣味などサディストとしての性癖、戸田を利用するといった裏の顔を持っている。実は夕子と同じ塾であり、彼女の自殺未遂の経緯を知っている。
愛海の自殺未遂後に家に来た歩に自分の性癖を知られ逆上、歩にも同じような暴行を行い、彼女を脅した挙句服を脱がせて写真を撮影。以降は自分の悪行を言いふらしたら写真をばらまくと脅す、廣瀬の自殺未遂後に歩と薗田が育てていた花壇の向日葵を切り落として自殺未遂を歩のせいだと追いつめる、戸田に歩から付きまとわれているという嘘をつくなどの嫌がらせを行う。
のちに事実を知った歩の母・文子が父の会社に乗りこんだことから父に性癖を知られて問い詰められて暴力を受け、戸田との関係を知った安西家の報復を受ける。また愛海から戸田先生が好きなのかと聞かれて別れを告げられ、断ったところ愛海から条件として土下座をさせられる。しかしこれが原因で佐古は愛海に対する復讐心を抱かせるきっかけの一つにもなってしまった。
父から過剰な暴力を受け続けた末に精神を病み、ついには母（演 - 南風佳子）の目の前で父をハサミで刺して逃亡。帰宅途中の戸田と再会し助けを求めるも、父が助かったことを伝えられたうえで警察に自首するよう勧められると、これまでの不満を爆発させ、戸田を一方的に罵倒する。数日後、警察に追われながらも学校に侵入し、愛海いじめが行われていた歩のクラスの教室に突如現れ、愛海に対して折り畳みナイフを振りかざし、彼女や歩、未来、みどり達を含むクラスメイト全員を騒然とさせ、「お前のせいで俺の人生めちゃくちゃなんだよ」と叫んで愛海に襲いかかるが薗田に阻止される。直後に石井や遠藤たちに取り押さえられ、駆けつけた警察に逮捕、のちに少年院の隔離病棟に送致される。その際に未来から「人のせいにして逃げてんじゃないよ」と一喝され、連行される途中で歩に殴られた際には「殴る価値もない」とまで評された。利用していたとはいえ、戸田への想いを断ち切っていないらしく、合宿のときに撮った彼女の写真を隠し持っていた。その後については描かれていない。
愛海とは対照的にこれまでの行いを反省する兆しがみられた原作とは異なり、ドラマ版においては最後まで自身の所業を反省することはなく、前述の通り原作以上に奇行ぶりが強調された。
薗田 優樹（そのだ ゆうき）
演 - 北条隆博
物静かで勤勉な性格。クラスでは、歩とともに園芸委員を務める。よくゴッホの画集を眺めている為、クラスメイトから「ゴッホ君」という蔑称で呼ばれる。序盤では眼鏡をかけていたが、廃墟事件の一件からコンタクトに変えた。平和主義者的な面があり、愛海がいじめのターゲットになった時には「標的が安西になっただけで何も解決していない」と歩と口を揃えている。
愛海・廣瀬・みどり・礼奈・克己と同じ中学校を卒業しているが、中学時代に先輩のアキラにいじめられて不登校となり、1年留年しているため、本来は1学年上となる。腕にはその時のいじめでつけられた煙草の跡があり、その跡を隠すよう常に長袖を着ている。
当初はクラスメイト全てに心を閉ざしており、周囲で起きていたいじめなどにも無関心な態度が見られたが、歩が未来を庇って自らいじめられようとするのを引き止めたことをきっかけに、歩と本格的に関わり始める。その直後から未来を含めて3人でいじめと戦う中で成長し、歩と未来を拉致したアキラに立ち向かったり、歩・未来の退学騒動の時も愛海の父親に対して「恥をかくのは、そちらですよ」と言い放ったり、愛海を殺そうとして襲い掛かった佐古に立ち向かい、身を挺して庇う等、逞しくなっていった。
最終回のラストでは愛海がかつての歩と同じようにみどり達に自身の机と椅子を落とされるいじめを受けていた際に机や椅子と一緒に落とされた教科書やノートを拾いあげ、歩や未来とともに愛海に手を差し伸べた。
本編では歩・未来以外との交友関係は全く無いが、スクールライフでは主要人物を除いたクラスメイトと仲が良さそうな描写もある。

#### 愛海の取り巻き（ドラマ）
愛海を中心とした5人組のメンバー。最初は団結して歩をイジメていたが、歩の拉致監禁事件を機に一度グループに加わった廣瀬が愛海が事件の指示役と知り、再度恐怖感を抱くとそれに気づいた愛海に脅され自殺未遂をしてしまう。そして退院後に再度登校した廣瀬に虚偽のいじめの告白をさせる。そして愛海は自らが傷つけた怪我を歩の仕業と偽装し、未来までもいじめの犯人に仕立て父・大治郎の権力で強引に謝罪させた。しかし、自らがいじめの実行犯なのに大人を使ってまで自身を被害者に偽装し、本来被害者の歩らを加害者に仕立てるなどしたため、グループの面々もさすがに恐怖感を抱き始める。そしてクラスメイトも次第に愛海に疑問を抱いていく。そして歩へのカンニング偽装事件でグループに属していないクラスメイトの石井が偽装を見抜いたのを合図に最終的に入院中の廣瀬と転校した美紗を除いて愛海をイジメるようになる。歩へのいじめは原作以上に悪化しているのに対し、原作にあった奔放な性談義やアキラ達との関わりがないなど、いじめ以外は原作ほど素行が悪い訳ではない。
廣瀬 倫子（ひろせ ともこ）
演 - 星井七瀬
愛海グループの一員。愛称は「ヒロ」。高校入学をきっかけに中学校からの同級生でもある愛海と親しくなる。本来は優等生タイプだが、口が悪いところもある。物語序盤でファッション雑誌のコーナーに載ったことから有頂天になってしまっていたところを、愛海に妬まれて愛海グループ最初のいじめの標的となり孤立。この時に愛海の顔色をうかがって自分を無視した歩に憎悪の念を抱く。その後、歩が佐古の家に入って行く所を携帯電話で録画し、それを愛海グループに見せたことで信頼を取り戻し、愛海グループの一員となる。
その後はグループの中でも歩いじめの中心的役割を果たすが、愛海が学校でアキラと電話のやりとりをしているのを偶然目撃したことで次第に愛海に恐怖心を抱くが、その事を悟られて脅迫されてしまう。里絵と美紗に打ち明けるが、里絵に愛海がいる前で告げことをバラされてしまい、いじめが再び自身に降りかかることを恐れ、屋上に駆け込んで歩と未来に対して「私はあんた（歩）みたいにいじめられたくない」と叫び、投身自殺を図る。片足の骨折と軽傷で一命を取り留めて入院し、見舞いにやって来た歩と和解して、気持ちの整理が出来たら愛海のことを話すことを約束した。だが直後に病室に戻ろうとした瞬間に愛海からまた脅迫を受け、夏休み明けの学校の集会で「私が安西さんを脅して椎葉さんをいじめさせてたんです」という虚偽の告白を生徒の前ですることになり、謹慎処分となって病院に戻った。最終回のラストでは、原作と同様にリハビリに専念している様子が描かれている。
原作の廣瀬和華と同じキャラクターだが、名前と性格が変更され、物語に大きく関わる人物として登場する。
岩本 みどり（いわもと みどり）
演 - 末永遥
愛海グループの一員。
詳しくは新グループ（ドラマ）を参照。
宇田 里絵（うだ りえ）
演 - 夏目鈴
愛海グループの一員。
詳しくは新グループ（ドラマ）を参照。
信川 美紗（のぶかわ みさ）
演 - 中村静香
原作における岩本咲に相当するキャラクター。
愛海グループの一員で、グループの中でも里絵とは信頼し合える親友。里絵と同じく自分の地位を上げるために愛海グループに入った。派手で明るい印象を持つ。当初は廣瀬と里絵とみどりたちと一緒に積極的に歩をいじめていたが、愛海が父親を利用してまで歩や未来を追い詰めたり、廣瀬を自殺未遂にまで追い込む等と、次第にエスカレートしていく愛海の卑劣な行動についていけなくなり、彼女に恐怖心を抱くようになった。
その後、夏休みの愛海グループでの旅行を拒否した際に里絵と電話している時に里絵に愛海に対する自分の本心を打ち明けるが、里絵の携帯を取り上げた愛海に聞かれてしまう。次は自分がいじめの標的になると察し、後日に愛海との縁を切るため、自分の荷物をまとめに学校に行き、愛海達と写った合宿の時の写真を破り捨てる。そこに向日葵の種を持ってきた歩に「もうマナに怯えて生きていくのは嫌」と歩に別れを告げて逃げるように転校した。
最終回のラストでは転校先の明成国際高校で新しい友達（演 - 高橋慶子）とうまくやっている様子を見せている。新しい友達とは自身がいじめに関わっていた過去を抹消するかのように、いじめに関して「ダサいし」等と否定的な会話をしている。

#### 新グループ（ドラマ）
岩本 みどり（いわもと みどり）
演 - 末永遥
原作における深沢エミに相当するキャラクター。名前の由来は原作版の岩本咲から。
愛海グループの一員。最も忠実に愛海に仕えている。乱暴な口調が特徴で、石井とは愛海を庇ってつかみ合いの喧嘩をするほど気が強い男勝りな性格。髪型は上部で括ったポニーテールで、ピアスをしていることが多い。愛海の言い分を全面的に信じ、積極的に歩をいじめる。
愛海とは中学時代からの親友で、先生に万引きの疑いをかけられた所を愛海に助けてもらったことから愛海のことを強く信じており、のちに愛海がいじめの標的になってからも一人彼女を庇い続けていたが、愛海が歩に対して「あいつ（みどり）は馬鹿だから、裏切ったりしないよ」「馬鹿でも利用されるほうが価値があるんじゃない」と言うのを聞き、利用価値のある道具としてしか見られていなかったということを知る。涙ながらに怒り心頭に発し、遂に離反。新グループのリーダー的存在となり、愛海に過激ないじめを次々と行うようになった。
最終回では歩をいじめた時と同じように教室から愛海の机と椅子を落とし、「おめーの席、ねぇから!」と大声で言い放ち、愛海に手を差し伸べた歩たちと対立する。
宇田 里絵（うだ りえ）
演 - 夏目鈴
原作におけるチカに相当するキャラクター。
愛海グループの一員。長身で髪型はショートカット。物語全般にわたって利己的な言動が目立ち、愛海グループに入ったのも自分の地位を上げるためだったと、劇中で明かしている。
当初は愛海たちと一緒に歩を積極的にいじめていたが、美紗とともに廣瀬から愛海に脅迫されていることを知らされ、そのことを愛海の目の前で明かして廣瀬を不利な立場に追い込む。しかし、直後の廣瀬の自殺未遂によって美紗とともに罪悪感と気まずさを感じ、このままだと不利な立場になると思うようになる。その後のグループ旅行で集合場所の東京駅に現れない美紗に電話で来るよう説得したが、携帯を愛海に取り上げられて美紗が愛海に対しての本音を言っているのを聞かれてしまう。それもあって旅行では荷物を持たされたり買い出しに行かされる等、専ら使い走りにされるようになり、「友達はマナにとっては利用する道具でしかない」と感じるようになる。その後も愛海グループに留まっていたが、カンニング偽装事件を機に愛海から離れ、新グループの中心となる。
洞察力に長け、前述のように愛海が友人を利用していることを見破ったり、克己の襲撃事件と歩・未来の拉致監禁事件の首謀者についても真っ先に愛海を疑っているほか、事件の真相を知っているような発言をほのめかす。
佐藤 礼奈（さとう れいな）
演 - 平野早香
原作における女子生徒三人組のメガネをかけた女子生徒に相当するキャラクター。
眼鏡をかけた二つ縛りの女子生徒で、雪乃といつも2人で行動していた。見た目は地味な印象だが、小賢しい面もあり、中立的な立場を取っていた事もあった。
愛海とは中学時代の同級生でもあり、当時から可愛いと評判だった彼女に憧れを抱いており、歩いじめでは愛海の味方についていた。しかし、トイレで愛海にいじめられた直後のずぶ濡れの廣瀬を雪乃とともに目撃する。そして廣瀬の自殺未遂を機に雪乃が歩や廣瀬がいじめられていたことを平岡に告げた際、自身も掌を返して愛海が主犯格であることを告げ、カンニング偽装事件でも愛海を追い詰めた。それがすぐに校内にも広まり、愛海が不利な立場に追い込まれるきっかけにもなった。
最終的にはみどり・里絵・由香里・美保とともに新グループを結成し、愛海いじめの主な実行役となり、歩・未来・薗田以外のいじめ否定派である雪乃とは行動しなくなる。

#### その他のクラスメイト
度々いじめの標的の変わるクラスで常にいじめる側に付き、クラスのいじめに加担している生徒も数多い。特に愛海いじめでは、雪乃・歩・未来・薗田を除いたクラスメイト全員がいじめに加担している。
石井 知典（いしい とものり）
演 - 中村友也（現・中村倫也）
歩のクラスメイトで、いつも遠藤と一緒にいる今時の男子生徒。「女って怖えーよな」が口癖。自分が標的とされない事から歩いじめを面白がっていたが、薗田が歩を引き止めた頃からいじめについて「やりすぎではないか」と感じ始め、元から嫌っていた愛海グループと反発するようになり、廣瀬の自殺未遂をきっかけにクラスの主導権を握る存在へ変化していく。なお彼自身もかなり性格が悪く、薗田に絡んで服を脱がしては抵抗されると暴力を振るったことがある。
カンニング偽装事件が起きたその日の登校時に下駄箱の前で愛海に声をかけられて疑念を抱く様子の歩を遠巻きで見ており、事件が起きた際、戸田が歩に「退学を覚悟しときなさい」と言って教室から出そうとした時にそのカンニング偽装を見破り、さらに追い詰められ教室から脱走した愛海を追い詰めて遠藤とともに土下座を要求、その日から愛海いじめが始まるきっかけを作った。歩・廣瀬いじめでの自身やクラスの男子達の責任が追及されるのを恐れており、新グループにも度々協力するようになる。物語前半、薗田の過去にいじめでつけられた腕の煙草の跡を見た際に少し動揺しており、何かを悟った様子でいた場面がある。アキラの存在を知っていたようだったが、結局最終回まで明かされなかった。
最終回では愛海に折り畳みナイフで復讐しようとする佐古に動揺し、遠藤たちとともに佐古を取り押さえて佐古の確保に協力した。
スクールライフでは薗田と仲の良い描写が多い。
遠藤 晃一（えんどう こういち）
演 - 山田健太
原作における薗田の友人に相当するキャラクター。
いつも石井と一緒に行動する男子生徒。石井と同じく廣瀬いじめや歩いじめを面白がっていたが、愛海のことを快く思っておらず、最終的に自身も愛海いじめに加担するようになり、愛海に土下座コールをした最初の人物になった。最終回では愛海の土下座の騒動の時に駆けつけた岩城がクラス全員に「早く教室に戻れお前ら」と言った際には他の生徒と共に「安西が悪いんですよ」と反発していた。愛海いじめで黒板に書いてあった誹謗中傷を愛海に「手で消しちゃうよ」と言ったり、「お前しかもみんな敵じゃねぇか」と愛海を挑発していた。
スクールライフでは薗田と仲の良い描写が多い。
門倉 雪乃（かどくら ゆきの）
演 - うえむらちか
ドラマオリジナルキャラクター。原作におけるエイコに相当する。
眼鏡をかけたショートカットの女子生徒で、礼奈とは常に行動を共にしていた（出身中学校は別）。温厚な性格で、歩・未来・薗田以外でいじめに否定的な唯一のクラスメイト。悪化していく歩いじめに顔を渋め、平気で加担する礼奈を諫めたりする。
廣瀬の自殺未遂を機に礼奈とともに平岡に歩や廣瀬がいじめられていたことを告白。カンニング偽装事件で戸田が（「愛海が平岡を辞めさせた」という指摘に対して）「平岡先生は自分の意思で辞職した」と嘘を吐いた際には、平岡が生徒たちの家を一軒一件回っていじめを解決したい話をしていたと告白したうえで「先生もいじめの加害者です」と糾弾し、戸田に墓穴を掘らせた。
最終的に愛海いじめグループに加入した礼奈とは別行動をするようになり、最終回でも愛海いじめに加担せず、ラストでは愛海がかつての歩と同じようにみどり達にいじめを受けていた際も新グループやそれを嘲笑するクラスメイトから距離を置きながら顔を渋めていた。

#### 西舘高校の教員
戸田 和佳絵（とだ わかえ）
演 - 瀬戸朝香（友情出演）
西舘高校1年2組の担任。担当教科は英語。
原作以上にドライな性格で、生徒同士の問題には一切介入せず、事なかれ主義を貫かんとする「サラリーマン教師」に徹している。それゆえに、自分とは対照的に生徒に対して熱心な副担任の平岡を疎ましく感じ、一貫して冷たく接する。平岡にミスがあれば副担任への教育が不足しているという理由で学年主任の岩城から自らも叱責されている。
佐古から父親による暴力のことについて相談を受け、それがきっかけに彼と付き合い始めるが、のちにそのことを知った愛海に脅され、歩にカンニングの濡れ衣を着せることになってしまう。その後、帰宅途中に父親を刺して逃亡してパニック状態の佐古と再会し、佐古を説得して警察に自首するよう勧めるが、本性を暴露した彼の言葉から自分が利用されていただけと知る。暫くは茫然自失になって学校でも佐古のことを報告することができなかったが、最終的にこの一件や歩や愛海の言葉がきっかけで目が覚め、愛海に佐古と付き合っていたことを脅されてカンニングの濡れ衣を着せた事を全て自白し、文子と未来に連れられて歩にこれまでの自分の行いを謝罪し、責任を取り退職する。
平岡 正子（ひらおか まさこ）
演 - 酒井美紀
西舘高校1年2組の副担任。担当教科は古典。
元々は会社員として働いていたが、教師になりたいという夢が捨てきれず、採用試験に合格して中途採用で西舘高校にやってきた。
腐敗した高校教師陣の中で唯一生徒達のことを心から思っている教師で、いじめ問題の解決に奮闘した。しかし、真実を知りたいという正義感の強さ故に戸田をはじめとする事なかれ主義の集う同じ学年の担当教師陣全員に嫌われてしまい、遂にはいじめの真相を知られるのを恐れた愛海の陰謀で大治郎の力によって解雇されてしまう。その際に、「何も出来なくてごめんね」と、力になれなかったことを歩に詫び、愛海には平手打ちを浴びせ「いつかあなたは独りぼっちになる」と言い残して学校を去る。そしてその言葉通り実際に愛海は周囲にいた人物がどんどん離れていき、いじめを受けることになった。一方平岡は最終回のラストで別の高校で教師をしており、ここでも「いじめ」について考えるよう生徒に呼びかけている。
岩城 正志（いわしろ まさし）
演 - 矢島健一
西舘高校1年の学年主任。
融通のきかない非常に凝り固まった性格。事なかれ主義を通し、学力の名門である西舘高校の名誉と見栄にこだわる。そして仕事を忘れたり手こずったりした同僚の教諭を容赦なく叱りつけている。経済的に上の立場である愛海の父・大治郎から「娘がいじめを受けた」と虚偽のクレームを入れられると謝罪するのに対し、歩の母・文子の苦情に対しては「子供の問題は親の責任ですよ」とまともに取り合わない冷酷な発言をするなど人によって態度を変える。また正義感の強い平岡を一方的に邪魔者扱いする。なお、平岡を叱責する際は担任の教育不足として戸田にも叱責している。
最終回のラストで佐古が逮捕された後、辞職の手続きを取った戸田や退学処分を検討されている愛海の二人を非難するが、それを聞いた田崎から「私たち学校は、このままで良いんですかね？」と言われて考え込む。
田崎 洋（たさき ひろし）
演 - 二階堂智
西舘高校1年3組の担任。担当教科は数学。
明るくて面白く、生徒から人気のある教師。当初は戸田や岩城と同様の事なかれ主義で、平岡に対して冷たく接していた。自分が受け持つクラスの生徒である佐古の優秀さに一目置いているが、佐古が父親を刺して逃亡していると警察から学校に電話がかかってきた時は驚いていた。その後、佐古が逮捕され愛海や戸田が自分の過ちを自ら認めた時は、二人を一方的に非難する岩城に疑問を抱き、考えを改めるようになった。

#### 主要人物の家族
椎葉家
椎葉 文子（しいば ふみこ）
演 - 真矢みき（現・真矢ミキ）
歩の母親。原作ではとてつもなく険悪な関係だが、ドラマではある程度は良好的。基本的には前向きで明るく心優しい性格だが、歩が進学校である西舘高校に通っていることを周囲に自慢し誇りに思ったり、典型的な「教育ママ」で、自身の学校での状況を話す事が出来ない歩を理解する事が出ず、歩いじめを知る前まではギクシャクしていた。だが、拉致監禁事件を切っ掛けに歩の状況を知り、母親として歩を守り、関係を再構築しようと努力をする。夫は単身赴任中で、歩、誠と共に夫の会社の社宅で暮らしている。
佐古克己の父親である敏克は高校時代からの同級生であり、勉強がはかどらない娘について何度か相談したことがあった。しかし、彼の息子である克己が歩を脅迫していたことを知ると激怒、敏克の会社まで押し掛け、写真とネガを要求するが、自宅に現れた敏克に金を出してもみ消そうとされた挙句、はじめから金目当ての行動だったかのように言われたことから敏克に幻滅。「あなたみたいな親だから、あんな息子が出来るのよ」と厳しく非難し、敏克を追い返した。
最終話では歩がカンニングの濡れ衣を着せられたことを電話で知り、歩を守るために自ら学校へ向かい、一方的に歩が悪いと決めつける岩城達に「真実に目を向けてください」と説得したところ、戸田からカンニングのメモを自らが仕込んだこと、歩がいじめを受けていたのを知っていたが責任を取るのが嫌で見て見ぬふりをしていたことを告白され、謝罪を受ける。
椎葉 誠（しいば まこと）
演 - 細井允貴
ドラマオリジナルキャラクター。原作の茜に相当するキャラクター。
利勝 難関中学に通う歩の弟。成績はトップである上、明朗な性格な為、教育ママである文子でさえ頭が下がるほどである。苦悩して弱っている様子である歩に対してしばしば声をかける等、姉思いなところがある。半面、いじめられっ子に同情する意思はなく、文子の出かけている隙にゲームをして楽しむなど、世渡り上手で賢い面もある。
安西家
安西 大治郎（あんざい だいじろう）
演 - 小野武彦
愛海の父親。県会議員兼会社社長であることから歩らの住む地域において絶大な権力を有する資産家。
娘の愛海を溺愛するあまり愛海に歩・未来の退学騒動や平岡の解雇、敏克の会社を倒産させるなど自らの権力を遺憾なく行使した。このように権力を乱用していたが、ラストで娘の犯した過ちを知ったことにより電話で理事長宛に一連の騒動を謝罪した。
佐古家
佐古 敏克（さこ としかつ）
演 - 勝村政信
佐古の父親。建設会社「佐古建設」社長。文子の高校時代の同級生でもある。
原作と大きく容貌が異なるが、横暴な性格はより一層強調されている。「教育熱心な父親」を自認しているが、実は克己に対して過剰な体罰を浴びせている。
文子とは会食するなど当初は仲が良かったが、歩が克己から乱暴されたことを知った文子が会社に怒鳴り込まれる。文子から写真について問い詰められても応じようとしなかったが、文子から「娘の写真とデータを全部こっちに渡さないと訴える」と告げられ、帰宅後に克己の部屋を探したところ、克己がこれまで撮ってアルバムにしていた緊縛写真を見つける。激怒して腹いせに学校から帰ってきた克己を問い詰めて暴行を加えた。
その後、事件が明るみに出るのを恐れ、文子の家に向かい大量の金を持参し揉み消そうとしたが、文子の怒りを買い失望される。しかし結局大治郎の力で会社が倒産してしまい、腹いせとして試験当日に克己に過剰な暴力を振るう。その結果、精神を病んだ克己によりハサミで刺され負傷するが、辛うじて一命は取り留めた模様。その後の動向については一切語られていない。
原作では脇役扱いだったが、ドラマ版では主要人物として序盤から頻繁に登場している。

#### その他
篠塚 夕子（しのづか ゆうこ）
演 - 大沢あかね
中学時代の歩の親友だった女子。歩の親友で、歩からは「しーちゃん」と呼ばれている。歩と西舘高校受験に取り組むが自分が勉強を教えた歩のみが合格したことで歩を妬み離れ、自暴自棄になり飛び降り自殺を図る。その事を塾で一緒だった克己に知られてしまうなど、歩が一時、人間不信に陥るきっかけにもなっている。
その後、西舘高校とは別の公立の高校に進学。最終回で通学中のバスで歩と再会、歩に「私ずっと友達だと思ってるから」と声をかけられても無視するが、その直後に彼女に「今度は希望の大学、絶対に合格するから」とメールし、一緒にいた友人（演 - 松井絵里奈）に歩を「うん、友達」と答える等、次第に立ち直り、歩との仲直りの兆しが見えつつある。
狩野 アキラ（かりの アキラ）
演 - 山根和馬
ヤンキーグループのリーダー格。愛海らの1学年歩の先輩であるが、原作と違って高校に通っていない。
中学時代、薗田をいじめていた過去を持つ。普段から仲間たち（演 - 末野卓磨、宮田大、金子弘幸、牧本竜）と共に、街中でカツアゲなどの犯罪行為を行っている。
愛海に惚れ込んでおり、彼女の望むことなら何でもやると宣言している。まず手始めに廣瀬いじめを助長するメールを送り、塾から帰ってる時に戸田と電話が終わった後に歩いてた佐古に暴行を加えて金品を奪った。その後、歩らを廃墟に拉致し、監禁および乱暴を加えようとしたが、救出に来た薗田に阻止される。
その後、歩と未来が発した一言に激怒して廃墟に火を放ってしまう。そのまま逃げようとして、追ってきた薗田と争いになった末首を絞められる。パトカーのサイレンが聞こえると慌てて廃墟をあとにしたが、最終的には放火の罪で警察に逮捕された。最後まで愛海のことを堅く信じていたが、彼女自身は体の関係と引き換えに、「持ち駒」として利用しただけだった。
ドラマ版では、髪形がスキンヘッドに変更されている。

### スタッフ
- プロデューサー - 中野利幸
- 演出 - 谷村政樹・加藤裕将・遠藤光貴
- 脚本 - 根津理香
- 音楽 - 海田庄吾、山嵜廣和（オリジナルサウンドトラック　ソニー・ミュージックアソシエイテッドレコーズ）
- 主題歌 - 中島美嘉 「LIFE」
- 技術プロデュース - 井上治久
- 撮影 - 鈴木富夫、岡本世基
- 撮影助手 - 宍戸勇
- 映像 - 作田和矢
- 音声 - 吉田勉、大畑健三郎、安部岳
- 照明 - 梶山高弘
- 照明助手 - 田中亜矢、中江純平、大賀章雄
- 編集 - 深沢佳文
- VTR編集 - 伊藤裕之
- 編集デスク - 名取佐斗史
- MA - 蜂谷博
- 音楽プロデュース - 志田博英
- 音響効果 - 谷口広紀
- 美術プロデュース - 関口保幸
- 美術プロデュース補 - 宮崎かおる
- デザイン - 坪田幸之
- 美術進行 - 竹田政弘
- 大道具 - 浅見大
- 操作 - 和田幸政
- 建具 - 船岡英明
- 装飾 - 百瀬貴弥、伊神誠司
- 持道具 - 山本恵
- 衣裳 - 渡邊純好、有山さつき
- メイク - 外山隼人、馬渡ゆう
- 視覚効果 - 菅谷守
- 電飾 - 白鳥雄一
- アクリル装飾 - 竹中大悟
- 植木装飾 - 後藤健
- 生花装飾 - 小柳幸絵
- フードコーディネーター - 住川啓子
- CGタイトル - 小関一智
- 編成 - 熊谷剛
- 広報 - 正岡高子
- 広告宣伝 - 川植浩治、加地綾子
- ホームページ - 伏見香織
- スチール - 浜田拓
- スケジュール - 森本和史
- 制作担当 - 田村豊
- 制作主任 - 田澤俊彦
- 制作進行 - 皆川なぎさ、吉岡由佳里
- 制作デスク - 白浜美奈
- 記録 - 土屋真由美、赤星元子
- 演出捕 - 遠藤光貴、青木達也、角啓太、中川充、相沢秀幸
- プロデュース補 - 荻田真弓、関谷友美

### 放送日程
| 各話                                                       | 放送日        | サブタイトル                                                           | 演出     | 視聴率 |
| ---------------------------------------------------------- | ------------- | ---------------------------------------------------------------------- | -------- | ------ |
| 第1話                                                      | 2007年6月30日 | 壮絶なイジメと闘う!! 衝撃の話題作がスタート!! 私は負けない             | 谷村政樹 | 11.0%  |
| 第2話                                                      | 2007年7月07日 | 話題沸騰衝撃の展開!! 今夜遂にイジメの標的に!? 追い詰められていく歩!    | 谷村政樹 | 11.7%  |
| 第3話                                                      | 2007年7月14日 | 絶体絶命加速するイジメ!! 見えて来た希望の光!? 再び追い詰められる歩!!   | 谷村政樹 | 10.9%  |
| 第4話                                                      | 2007年7月21日 | 超衝撃の1部最終回!! イジメと闘う決意!! 反撃開始!? 私は強く生きたい!!   | 谷村政樹 | 10.9%  |
| 第5話                                                      | 2007年8月04日 | 超待望の2部スタート!! イジメへ反撃&逆襲開始か!? 私は絶対に負けない     | 加藤裕将 | 10.0%  |
| 第6話                                                      | 2007年8月11日 | 話題沸騰壮絶なイジメ!! 新たな強敵に勝てるか!? 衝撃の陰謀と裏切りが!!   | 加藤裕将 | 11.7%  |
| 第7話                                                      | 2007年8月18日 | 絶体絶命イジメを超えた犯罪!! 卑劣な強敵と闘う!! 逆転に次ぐ逆転の結末!? | 遠藤光貴 | 09.4%  |
| 第8話                                                      | 2007年8月25日 | 話題沸騰衝撃の展開!! 逆転勝利目指す痛快な反撃!? 手に汗握る大波乱!!     | 谷村政樹 | 12.4%  |
| 第9話                                                      | 2007年9月01日 | 話題沸騰闘いは新たな舞台へ!! 形勢逆転を勝ち取れ!!増えていく味方達!?    | 加藤裕将 | 14.2%  |
| 第10話                                                     | 2007年9月08日 | 話題沸騰壮絶な闘いの行方は!? 遂に逆転する関係!!追い詰められた愛海!?    | 加藤裕将 | 14.2%  |
| 最終話                                                     | 2007年9月15日 | 最終話今夜遂に最後の対決!!話題沸騰!! 壮絶な闘いの衝撃的な結末は!?      | 谷村政樹 | 17.4%  |
| 平均視聴率 12.2%（視聴率は関東地区・ビデオリサーチ社調べ） |               |                                                                        |          |        |

### 備考
- 2007年8月2日、お台場冒険王の7F特設ステージにて出演者の北乃きい、中村静香、うえむらちかが訪れ、来場者に非売品の特製絆創膏を配布した。
- 2007年8月18日、東京未来大学にてエキストラを含めての撮影が行われた。この場所はもともとTBS系列の『3年B組金八先生』の桜中学校のロケ地となった足立区立第二中学校の所在地で、福田沙紀も2004年の第7シリーズに出演している。また、ドラマで使用されたロケ地の学校は1998年の同局の『GTO』の武蔵野聖林学苑や2002年の日本テレビの『ごくせん』の白金学院高校や2006年の日本テレビの『ギャルサー』第8話で戸田恵梨香が演じる広瀬サキ子が通う南都下高校[注 31]のロケ地となった実践女子短期大学である。ちなみに西田奈津美も『ギャルサー』に出演している。
- 西舘高校の制服は、中高生に人気の制服ブランド「KURI-ORI」が作成したものである。
- ドラマ内では対立関係にある北乃と福田だが実際はドラマを機に親しい関係となっており、ドラマ後数年経った今でも2人で遊び、お互いを「相棒」と呼び合う仲になっている。
- 福田は2009年にテレビ朝日系の「金曜ナイトドラマ」枠で主演を務めたドラマ『メイド刑事』第8話で福田が演じる若槻葵に榎園実穂が演じる大道寺鮎子が食事の場にて「あなたの席、ないから」と言い放ち、葵が（あれ?どっかで…）と心の声を話すシーンがある。
- 細田善彦は2024年の日本テレビのドラマ『3年C組は不倫してます。』でも教師と生徒が付き合う教師役を演じており、酒井美紀と再共演している。

### 関連商品
- 学校は死に場所じゃない マンガ『ライフ』で読み解くいじめのリアル（藤井誠二著、ブックマン社）
- ドラマノベル ライフ（根津理香著、講談社）
- ライフ DVD-BOX（ポニーキャニオン）
  - スクールライフの未公開版が収録されている。